# ローバー都市建築事務所
株式会社ローバー都市建築事務所（ローバーとしけんちくじむしょ）は、京都府京都市上京区を本拠とする日本の建築設計事務所。2000年創業。一級建築士の野村正樹を主宰とし、京都の伝統的な建築と現代風の建築を融合させる手法を特徴に、多くの町家や古民家を再生させた。

## 概要
注文住宅の新築や店舗の設計を中心に、町家、古民家再生、増改築、リフォーム、リノベーション、宿泊施設、店舗、商業施設、オフィスビルの新築まで幅広く手掛ける。対応範囲は全国。特に京都の町家再生では定評がある。都として1100年の歴史を持つ京都が育んできた生活の知恵や幸せに暮らす方法を現代的にアレンジし提供するが、これらはデザインや外観だけにとどまらず、人間が本質的に持っている「ぬくもり」「いやし」なども建築に落とし込むことができるという野村の考えに基づいており、風通しの良さや人工照明に頼らずとも快適な生活が送れるといった設計思想が共感を呼び、成長してきた。そもそも、野村が町家改装を思い立ったきっかけは昭和40-50年代に多くの町家が取り壊されたり、本来の特徴を隠すリフォームが行われた光景を目の当たりにしたことであったが、古いものを残すだけではなく、そこに現代的な快適さを付与し再生しないと後世には残らないと考えている。
同社は総合法律研究会CRA（Comprehensive Research Academy）の発足メンバーであり、法務サービス全般へのサポートも行う。また、弁護士や不動産鑑定士の依頼により、裁判所へ提出する鑑定書、意見書の作成業務も行う。2013年（平成25年）12月には、京都商工会議所が推進する創造的文化産業（クリエイティブ産業）モデル企業に選定された。
2010年には「京都の良さを東京というフィルターを通して全国に発信する」として東京進出。
代表の野村正樹は「（一社）京都府建築士会 理事」に委嘱されている。

### 社名の由来
社名のローバー（ROVER）は、「旅人」、「流れ漂う」という意味で、創業者の野村正樹が幼年期から続けてきたボーイスカウトの精神「ローバーリング」（職業を通じて社会貢献する考え方）を由来とする。

### きょうと空間創生術
創業者で同社代表の野村正樹は、2006年6月9日より2018年3月23日までの12年間にわたり「毎日新聞」にコラム「きょうと空間創生術」を274回連載した。

## 沿革
- 2000年2月 - 設立[2]。
- 2006年5月 - 株式会社へ組織変更[1]。
- 2007年3月 - 「紋屋町研究所」を設立。西陣の紋屋町路地の三上家長屋の一部を借り受け改修、2階に入居[6]。
- 2010年 - 東京事務所を設立[4]。
- 2021年 - 「Japan Brand Collection 2021 京都版」の建築設計部門で紹介される[5]。
- 2022年 - 「Japan Brand Collection 2022 京都版」の建築設計部門で紹介される[14][15]

## 主な作品
| 名称                                       | 竣工年    | 所在地             | 国   | 状態   | 備考                                                                   |
| ------------------------------------------ | --------- | ------------------ | ---- | ------ | ---------------------------------------------------------------------- |
| ローバー都市建築事務所紋屋町研究所         | 2007年    | 京都市上京区       | 日本 | 使用中 | 木造2階建 事務所 / 第24回住まいのリフォームコンクール 優秀賞受賞       |
| Art Space-MEISEI                           | 2011年    | 京都市中京区       | 日本 | 営業中 | RC造3階建 ギャラリー兼住宅 / 平成26年度 京都景観賞 建築部門 奨励賞受賞 |
| 龍吟                                       | 2012年    | 京都市東山         | 日本 | 営業中 | RC造+木造 宿泊施設                                                     |
| 室町荘                                     | 2012年    | 京都市上京区       | 日本 | 営業中 | 木造2階建 迎賓施設                                                     |
| ふたえ                                     | 2012年    | 京都市下京区       | 日本 | 営業中 | 木造2階建 洋菓子店 平成24年度 / 京都景観賞 優秀賞受賞                  |
| ホテル 姉小路別邸                          | 2013年    | 京都市中京区姉小路 | 日本 | 営業中 | 鉄骨造5階建宿泊施設 / 平成30年度京都景観賞（屋外広告物部門）優秀賞受賞 |
| 福知山 あじさい寺「丹州 觀音寺」           | 2014年    | 京都府福知山市     | 日本 | 使用中 | 木造2階建 寺院                                                         |
| エルベコート東山七条                       | 2015年    | 京都市東山区       | 日本 | 使用中 | RC造3階建 マンション                                                   |
| 香老舗 松栄堂 京都本店                     | 2018年7月 | 京都市烏丸二条     | 日本 | 営業中 | 築34年のRC造5階建オフィスビルを再生                                    |
| 御所南はらしまクリニック＆きららみらい薬局 | 2018年    | 京都市中京区       | 日本 | 使用中 | 鉄骨造4階建                                                            |
| 松栄堂 銀座店                              | 2019年    | 東京都中央区銀座   | 日本 | 営業中 | S造テナント1階部分                                                     |
| 祇園白川「鮨 楽味」                        | 2019年    | 京都市東山区祇園   | 日本 | 営業中 | RC造2階建                                                              |
| 西陣堀川 晴明神社 京都市バス停 新設工事    | 2020年    | 京都市上京区       | 日本 | 使用中 | 鉄骨造                                                                 |
| 料理屋まえかわ                             | 2020年    | 京都市下京区       | 日本 | 営業中 | 木造2階建                                                              |
| est pizzeria e trattoria GION              | 2020年    | 京都市東山区祇園   | 日本 | 営業中 | RC造＋木造 地下1階・3階建（1階部分）                                   |
| WholeDeli＆WholeJuice                      | 2020年    | 京都市下京区       | 日本 | 営業中 | RC造5階建（1階テナント部分）                                           |
| 中京麩屋町 「麩屋柳緑」                    | 2021年    | 京都市中京区       | 日本 | 営業中 | 木造2階建/カフェレスデザインアワード2022 カフェレス リノベーション部門 |

## 受賞歴
- 2004年「四季俵屋」 - 第8回（平成16年度）木材活用コンクールインテリア部門 入賞[30]
- 2007年「ローバー都市建築事務所紋屋町研究所」 - 第24回住まいのリフォームコンクール 優秀賞
- 2012年「ふたえ」 - 平成24年度 / 京都景観賞 優秀賞
- 2014年「Art Space-MEISEI」 - 平成26年度 京都景観賞 建築部門 奨励賞
- 2015年「嘉楽本舗たにぐち」 - 平成27年度京都景観賞　歴史的意匠屋外広告物に選定[31]
- 2019年「飫肥（宮崎日南市）合屋邸と勝目邸」 - 第37回ディスプレイ産業賞（2018）、【奨励賞～日本ディスプレイ業団体連合会賞～】[32][33]
- 2019年「姉小路別邸」 - 平成30年度京都景観賞（屋外広告物部門）優秀賞[34]
- 2022年 - Best of Houzz 2022 サービス賞受賞[35]。
- 2022年「麩屋柳緑」 - カフェレスデザインアワード2022 カフェレス リノベーション部門[36]
- 2023年 - Best of Houzz 2023 サービス賞受賞[37]。
- 2024年 - Best of Houzz 2024 サービス賞受賞[37]。

## 所在地
京都オフィス
京都府京都市上京区大宮通上立売上る西入伊佐町233 385PLACEビル4F
東京恵比寿オフィス
東京都渋谷区東3-21-1 aTIMONT Ebis 3F

## 関連会社
- ローバー都市建築企画[2]
- 東京ローバー都市建築事務所[2]